# Campionati mondiali di pentathlon moderno 1979
I campionati mondiali di pentathlon moderno 1979 si sono svolti a Budapest, in Ungheria. Si sono disputate le gare maschili individuali ed a squadre.

## Risultati

### Maschili
| Evento      | Oro                                                      | Argento                                              | Bronzo                                                            |
| Individuale | Robert Nieman                                            | Janusz Pyciak-Peciak                                 | Daniele Masala                                                    |
| A squadre   | Stati Uniti Robert Nieman Michael Burley John Fitzgerald | Ungheria Tamás Kancsal Tibor Maracskó László Horváth | Unione Sovietica Oleg Bulgakov Anatolij Starostin Sergey Ryabikin |

## Medagliere
| Posizione | Paese            |   |   |   | Totale |
| --------- | ---------------- | - | - | - | ------ |
| 1         | Stati Uniti      | 2 | 0 | 0 | 2      |
| 2         | Ungheria         | 0 | 1 | 0 | 1      |
| 2         | Polonia          | 0 | 1 | 0 | 1      |
| 4         | Italia           | 0 | 0 | 1 | 1      |
| 4         | Unione Sovietica | 0 | 0 | 1 | 1      |
| Totale    | Totale           | 2 | 2 | 2 | 6      |